# Rura
Rura é uma cidade e uma nagar panchayat no distrito de Kanpur Dehat, estado indiano de Uttar Pradesh.

## Geografia
Rura está localizada a 26° 29′ N, 79° 54′ L. Tem uma altitude média de 127 metros (416 pés).

## Demografia
Segundo o censo de 2001, Rura tinha uma população de 14,381 habitantes. Os indivíduos do sexo masculino constituem 53% da população e os do sexo feminino 47%. Rura tem uma taxa de literacia de 70%, superior à média nacional de 59.5%: a literacia no sexo masculino é de 75% e no sexo feminino é de 65%. Em Rura, 14% da população está abaixo dos 6 anos de idade.